# Institut for Miljøvurdering
Institut for Miljøvurdering var en uafhængig institution under Miljøministeriet, der havde til formål at medvirke til, at miljømålene nås på den økonomisk mest effektive måde.
Institutet blev oprettet i februar 2002 med den kontroversielle politolog Bjørn Lomborg som direktør. Lomborg forlod stillingen i juli 2004 og blev afløst af professor i zoologi Peter Calow. Peter Calow trådte tilbage som direktør i september 2006 efter afsløringen af en alvorlig regnefejl i en af instituttets rapporter. Kort efter blev det i forbindelse med finanslovsaftalen for 2007 besluttet, at Institut for Miljøvurdering skulle lægges sammen med Det Økonomiske Råds Sekretariat. Samtidig blev Det Økonomiske Råd suppleret med et nyoprettet Miljøøkonomisk Råd, så institutionen skiftede navn til De Økonomiske Råd.
Sammenlægningen blev fuldført 1. juli 2007.

## Ekstern henvisning
- "Rapporter fra IMV". De Økonomiske Råd. Arkiveret fra originalen 20. maj 2013. Hentet 2013-04-22.

| Myndighed | Spire Denne artikel om en offentlig myndighed er en spire som bør udbygges. Du er velkommen til at hjælpe Wikipedia ved at udvide den. |